# باسمة بطولي
باسمة توفيق بُطولي (؟) شاعرة ورسامة لبنانية. ولدت في بيروت ونشأت بها. درست اللغة العربية وآدابها في جامعة ليون بفرنسا، وتخرّجت بشهادتها، ثم حصلت على دبلوم في الصحافة من كلية الصحافة المصرية. عملت في وزارة التربية الوطنية، وخبيرة تلفزيونية في تلفزيون لبنان. رسمت اللوحات الزيتية والمائية، وشاركت في العديد من المعارض الفنية. لها دواوين شعرية.

## سيرتها
ولد باسمة توفيق بُطولي في بيروت سنة ؟ من أبوين، الكاتب توفيق البطولي والرسامة ليندا قازان البطولي، ونشأ بها وأنهت علومها الثانوية فيها. حصلت على إجازة تعليمية في اللغة العربية من جامعة ليون بفرنسا، وعلى دبلوم في الصحافة من كلية الصحافة المصرية. كما أنها خريجة دار المعلمين والمعلمات.

عملت موظفة في وزارة التربية في عمل إداري ملحق بالتعليم الثانوي الرسمي. دخلت الإعلام وعملت خبيرة تليفزيونية، وعدت وتقدمت برامج تلفزيونية الثقافية في لبنان. 

نظمت الشعر العمودي المقفى،  وشعر التفعلية ونشرت قصائدها في مجلات «الأديب» و«الثريا» و«الإطلاق». وهي كذلك فنانة تشكيلية، وأقيمت له معارض فنية. ورسمت اللوحات الزيتية والمائية

## حياتها الشخصية
تزوجت من جوزيف كريستو المتوفي في 2 فبراير 2017. إبنهما الوحيد، هو المخرج باسم كريستو. وشقيقها هو المحامي إيلي توفيق البطولي المتوفي في 15 أبريل 2018.

## جوائزها وتكريمها
- 23 مايو 2014: كرمتها مؤسسة ناجي نعمان[9]
- 16 ديسمبر 2020: جائزة الأديب جان سالمه عن مجمل إنجازاتها الفكرية والفنية.[10]

## مؤلفاتها
كتب عنها غادة السمروط كتابها «الفناء والبقاء في أعمال باسمة بطولي الفنية والشعرية» في 2016. من دواوينها الشعرية:
- «مع الحب حتى الموت»، 1978
- «مكللة بالشوق»، 1996
- «عربات الصدى»، 2009
- «على مقام الصِّبا والصَّبا»، 2017
- «سلالي و مياه الوقت»، 2016

من كتبها الفنية ومجموعة لوحاتها:
- «حين ترتدي النار عريها»، 2012
- «أصداء بصرية»، 2013

ولها أيضًا:
- «تحية مذهّبة من رتبة محب أكبر إلى كل من كتب فيّ كلمة»، 2014

## وصلات خارجية
- في موقع الأرشيف المجلات